# Bert Sundström
Bert Sundström (* 1959 in Stora Tuna, Dalarna) ist ein schwedischer Journalist. Er arbeitete von 1996 bis 1999 als Korrespondent in Washington für die Nachrichtensendung Rapport des schwedischen Senders Sveriges Television und von 2002 bis 2005 als Korrespondent  in Moskau.
Während der Proteste in Ägypten am 3. Februar 2011 hatte Sundström  von den Demonstrationen in der Innenstadt von Kairo berichten wollen und war dann spurlos verschwunden. Am selben Abend wurde Sundström misshandelt und schwer verletzt in ein Krankenhaus von Kairo gebracht.